# Білка Мик
Білка Мик, Білка-Міке — річка у Сторожинецькому районі та повіті Сучава України (Чернівецька область) та Румунії, права притока Білки Маре (басейн Дунаю).

## Опис
Довжина річки приблизно 14 км. Формується на території України з багатьох безіменних струмків та 4 водойм.

## Розташування
Бере початок на південно-східній околиці села Красноїльськ. Тече переважно на південний схід вздовж українсько-румунського кордону і на північно-східній стороні від румунського міста Вікову-де-Сус впадає у річку Білку Маре, ліву притоку Сучави.